# Pojav Imbert-Fjodarava
Pojav Imbert-Fjodarava (tudi premik Imbert-Fjodarava ali premik Fjodarava) je optični pojav v katerem krožno ali eliptično polarizirana svetloba doživi majhen premik med popolnim odbojem. Premik je pravokoten na ravnino, ki vsebuje vpadni in odbiti žarek. Imenuje se po francoskem fiziku Christianu Imbertu (1937 – 1998) in beloruskem fiziku Fjodarju Ivanaviču Fjodaravu (1911 – 1994), ki je leta 1955 pojav napovedal. Pojav je kasneje eksperimentalno dokazal Imbert.
Podoben pojav je pojav Goos-Hänchenove za linearno polarizirano svetlobo.